# 拝絹

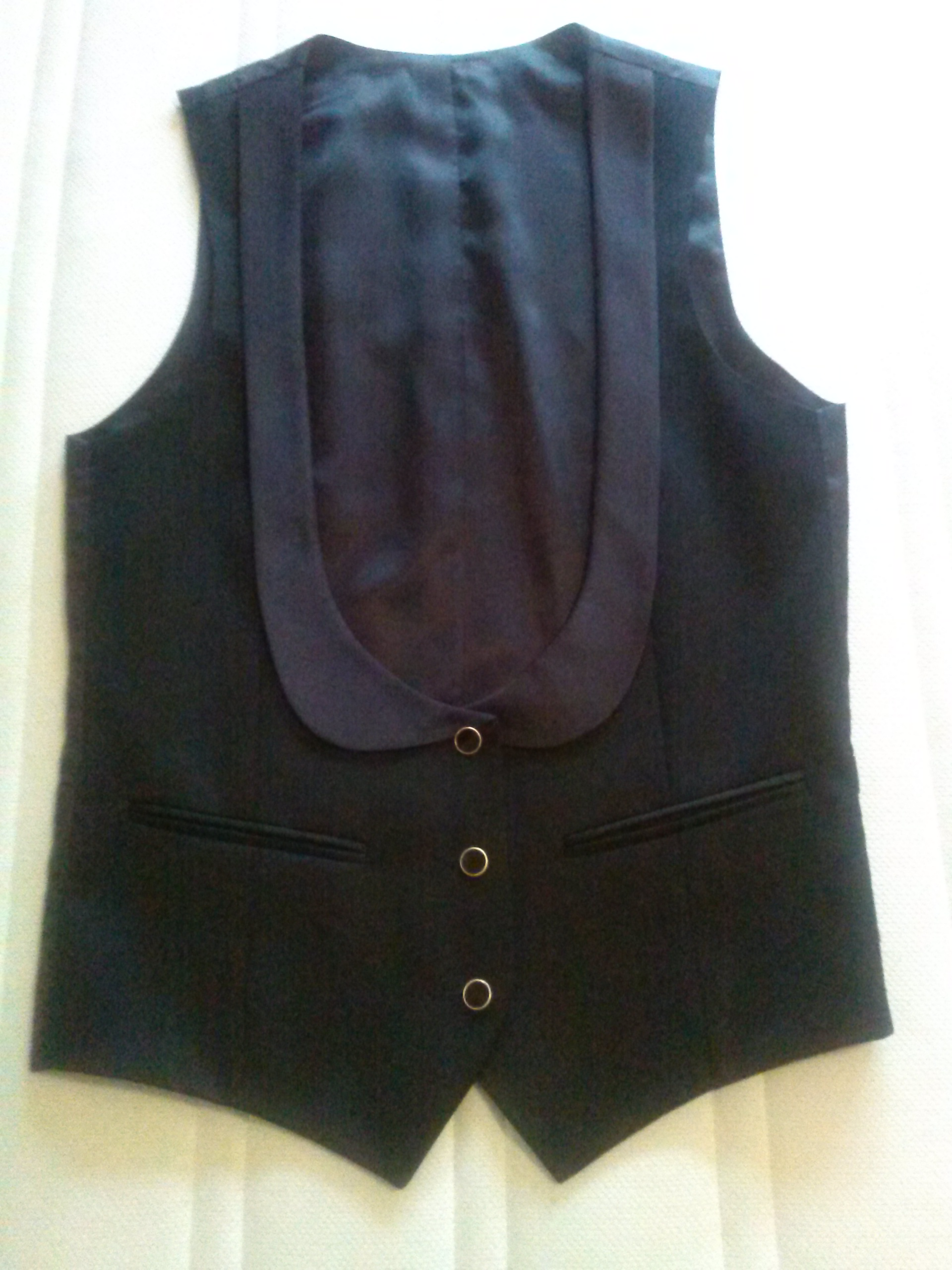
へちま襟で拝絹つきのウェストコート

拝絹 ( はいけん )とは燕尾服やタキシード等に使われるラペルの装飾である。英語ではショール・ラペルと呼ばれるが、これは上襟とラペルのつながったもの全般を指すので注意が必要である。基本的に絹を使うが、光沢がある他の素材（サテン、タフタ等）を使うこともある。

## 起源
起源は不明だが普及時期は1840年代であると考えられる。アルバート公が当時正装とされてなかったフロックコートを着こなしてパーティーに出席し、当時男性の正装であった燕尾服が夜間のみの礼装となった。そのため、灯りが少ない当時、夜でも光沢により個人が認識できるように襟に絹地を貼り付けたのが始まりとされるが、それ以前に女性のドレスの光沢にあわすために男性の襟にも絹をつけたという説もある。

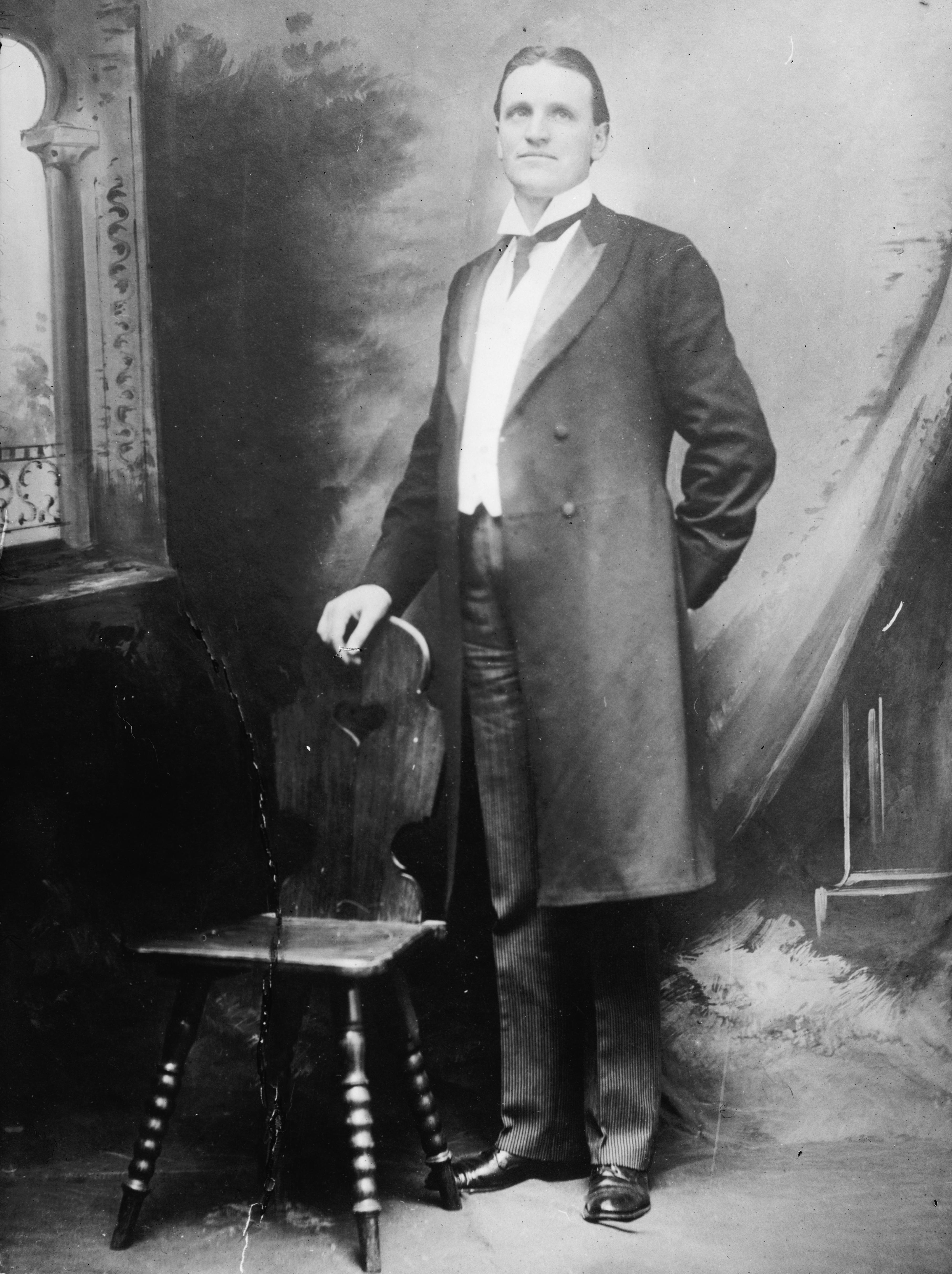
フロックコートの襟の内側につけられた拝絹

## 着こなし
基本的にタキシードと燕尾服にのみ使われるので昼間に着用するのはマナー違反とされる。ピークドラペルの場合、襟はジャケットの素材と同じ物を使い、ラペル部分のみに拝絹を用いることが多いが、逆の場合もあり、両方につける場合もある。また、ラペル全体に施されているラペルほど正式なものとされる。襟の端または内側につける物はパイピングと呼ばれフロックコートにも用いられ、昼間も着用可能である。しかし、欧米では完全に廃れており、日本でも少数である。
現在、拝絹は一般的ではなく、タキシードや燕尾服を着用するシーンも少ないため、普通のラペルに取り付けることのできる拝絹も存在し側章を取り外せるスラックスとともにスーツとしてもタキシードとしても使えるものが人気である。